# IC 1659
IC 1659 ist eine elliptische Galaxie vom Hubble-Typ E3 im Sternbild Fische auf der Ekliptik. Sie ist schätzungsweise 314 Millionen Lichtjahre von der Milchstraße entfernt und hat einen Durchmesser von etwa 110.000 Lj.

Im selben Himmelsareal befinden sich u. a. die Galaxien NGC 444, NGC 452, IC 1654.
Das Objekt wurde am 6. Dezember 1899 von Stéphane Javelle entdeckt.